# Louvre - Rivoli (métro de Paris)
Pour les articles homonymes, voir Louvre.
Louvre - Rivoli est une station de la ligne 1 du métro de Paris, située dans le 1er arrondissement de Paris.

## Situation
La station est implantée sous la rue de Rivoli, à l'ouest de son intersection avec la rue du Louvre. Approximativement orientée est-ouest, elle s'intercale entre les stations Palais Royal - Musée du Louvre et Châtelet.

## Histoire
La station est ouverte le 13 août 1900, soit un peu moins d'un mois après la mise en service du premier tronçon de la ligne 1 entre Porte de Vincennes et Porte Maillot. Jusqu'alors, les trains la traversaient sans y marquer l'arrêt.

Elle doit sa dénomination initiale de Louvre à sa proximité avec la rue du Louvre d'une part et l'entrée du palais du Louvre d'autre part, laquelle s'effectuait alors par la colonnade Mansart à l'est.

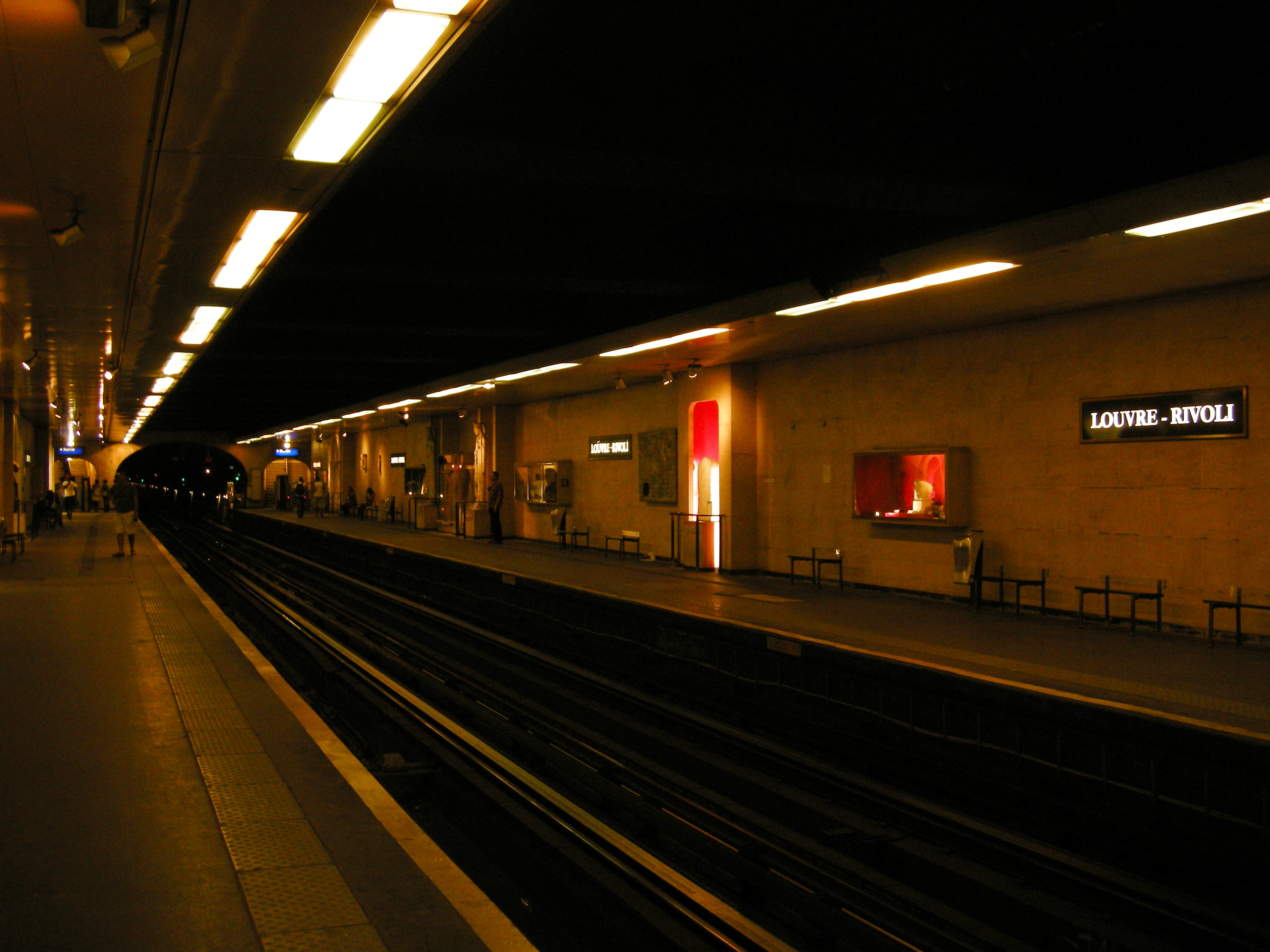
La station vue au niveau des quais, avec son style singulier.

Du fait de cette proximité, une décoration culturelle spécifique est mise en place en septembre 1968, à l'initiative d'André Malraux, alors ministre de la Culture, afin de transformer la station en antichambre du musée. Sur les quais, des copies d'œuvres d'art du musée du Louvre sont exposées, tandis que sous la crypte se trouvaient un plan historique du château du Louvre et des reproductions de gravures anciennes du palais. Les piédroits, dépourvus de publicités, sont recouverts de carreaux en pierre de Bourgogne, et le tablier métallique muni d'un faux-plafond au-dessus des quais. Cet aménagement est complété de panneaux rétro-éclairés indiquant le nom de la station selon une typographie spécifique, ainsi que de bancs de verre à disposition des voyageurs.
Cependant, la rénovation du musée menée en 1989 et le déplacement de son entrée en 1990 sous la cour d'Honneur via la Pyramide ont conduit à en déplacer également l'accès par le métro à la station Palais Royal, renommée en 1989 Palais Royal - Musée du Louvre. En parallèle, la station Louvre devenait Louvre - Rivoli afin de souligner sa desserte de la rue de Rivoli, dont le nom commémore une victoire remportée par Napoléon Bonaparte sur l'Autriche en 1797.
Le 1er mai 1991, la station a été vandalisée de manière spectaculaire par un groupe de tagueurs cherchant par là à imposer l'entrée de leur discipline dans l'institution que représente le musée du Louvre. Il s'ensuivit une couverture médiatique inédite faisant de cette action une étape célèbre du développement du graffiti à Paris,.
Dans le cadre de l'automatisation de la ligne 1, les quais de la station ont été rehaussés lors du week-end des 21 et 22 février 2009 afin de recevoir des portes palières, lesquelles ont été installées en 2010.
En parallèle du début de cette automatisation intégrale, les reproductions d'œuvres sont retirées en 2011 en vue de la rénovation de la station, opérée par la RATP dans le cadre du programme « Un métro + beau ». Seuls subsistent alors les panneaux nominatifs lumineux. En mai 2013, des affichettes indiquent toutefois que la décoration est toujours en cours ; en mars 2014, les carrelages muraux sont détruits, laissant apparaître les carreaux de faïence blancs plats d'origine qui faisaient partie des décorations expérimentales testées en 1900 avant que ne soit retenu par la suite le carrelage blanc biseauté.
Les travaux ont pour objectif d'améliorer l’accueil, le confort et la sécurité, mais aussi la scénographie muséale, conçue en partenariat avec le musée du Louvre. La modernisation comprend entre autres le remplacement du carrelage mural par des parements plus faciles à entretenir, de nouvelles assises se substituant aux assises en verre afin de respecter les normes de sécurité et d’accessibilité, la suppression du faux-plafond d'origine et la mise en place d'un nouveau dispositif d’éclairage. La station a rouvert ses portes le 26 novembre 2015 après douze semaines de travaux de réaménagement ayant nécessité sa fermeture au public.
Le 24 mars 2016, les aménagements culturels comprenant neuf moulages exposés sur les quais ont été dévoilés. Le réaménagement de la station comprend en outre un dispositif d'affichage SIEL spécifique.
En 2019, selon les estimations de la RATP, 2 633 369 voyageurs sont entrés dans cette station ce qui la place à la 197e position des stations de métro pour sa fréquentation sur 302,.
En 2020, avec la crise du Covid-19, 1 328 080 voyageurs sont entrés dans cette station ce qui la place à la 197e position des stations de métro pour sa fréquentation.
En 2021, la fréquentation remonte progressivement, avec 1 869 612 voyageurs qui sont entrés dans cette station ce qui la place à la 192e position des stations de métro pour sa fréquentation.

## Services aux voyageurs

### Accès

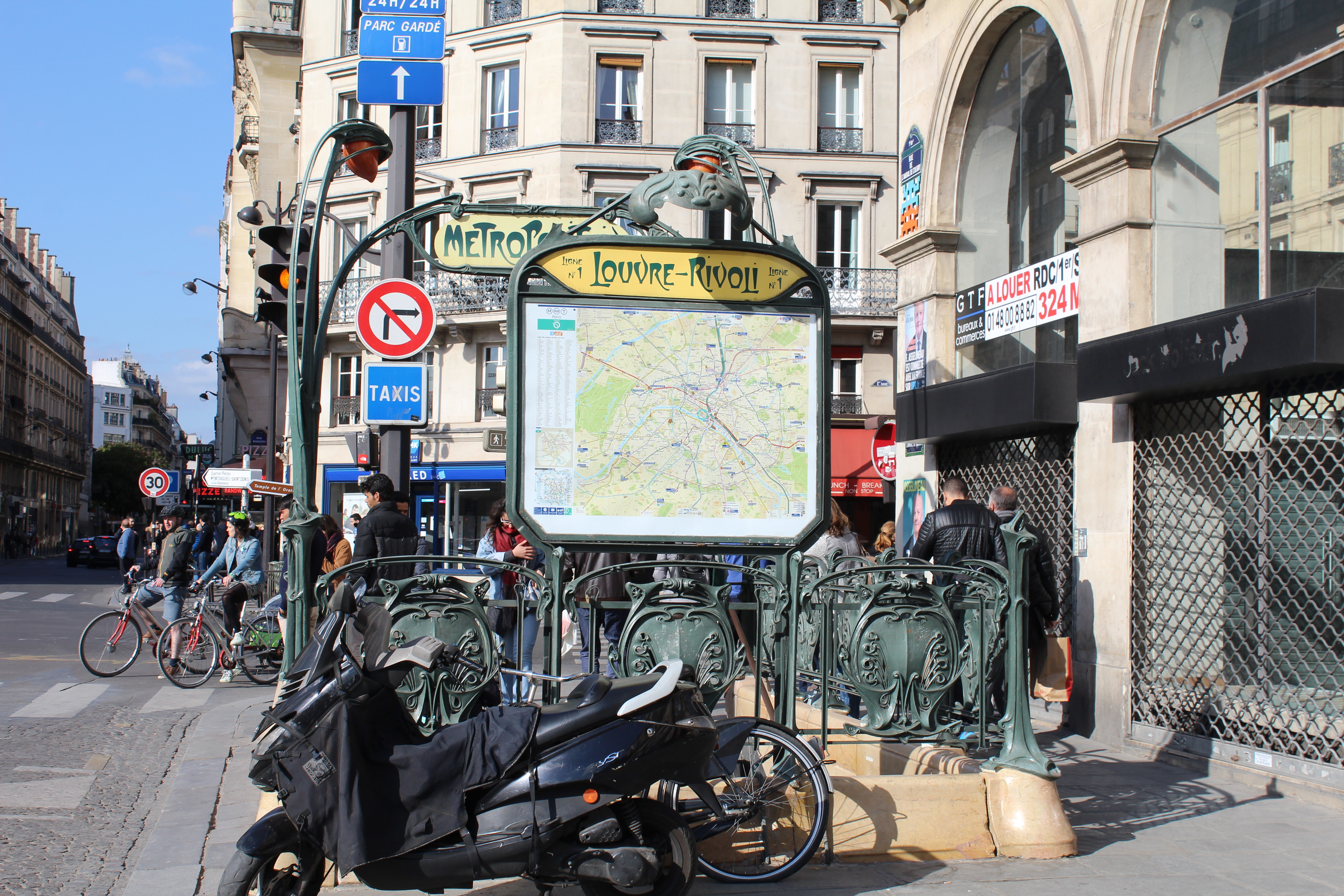
Accès à la station.

La station dispose d'un unique accès intitulé « rue de l'Amiral-de-Coligny », débouchant au droit du no 8 de cette rue par un escalier fixe au croisement des rues du Louvre et de Rivoli. Il est orné d'un édicule Guimard, lequel fait l'objet d'une inscription au titre des monuments historiques par l'arrêté du 12 février 2016.

### Quais
Louvre - Rivoli est une station de configuration standard : elle possède deux quais séparés par les voies du métro. Établie à fleur de sol, elle possède un plafond métallique dont les poutres sont supportées par des piédroits verticaux. Une crypte de 15 mètres de long, dont le plafond repose sur des piliers très rapprochés, la prolonge à son extrémité occidentale depuis le passage de la ligne aux rames à six voitures dans les années 1960.
La décoration est culturelle et conçue en antichambre du musée du Louvre : élaborée en partenariat avec ce dernier, elle met en valeur des reproductions de statues de l’Antiquité ou du Moyen Âge, exposées directement sur les quais. Des parements muraux en grès cérame recouvrent les piédroits, dépourvus de publicités, tandis que le sol et les tympans sont carrelés en gris anthracite, la crypte demeurant peinte en blanc. Le fond des vitrines, les alcôves et les piédestaux sont revêtus d’un matériau sombre afin de simuler un écrin, et le plafond est entièrement peint en noir. L'éclairage est assuré par des projecteurs orientés vers les piédroits, et le nom de la station figure sur des panneaux rétro-éclairés, en lettres capitales blanches sur fond noir, selon une police de caractères spécifique à empattements. Les quais sont équipés de sièges « Akiko » noirs et comportent des portes palières.

### Intermodalité
La station est desservie par les lignes 21, 67, 69, 72, 74 et 85 du réseau de bus RATP.
La nuit, elle est desservie par les lignes N11, N15, N16 et N24 du réseau Noctilien.

## À proximité
- Pont des Arts
- Poste centrale du Louvre
- Mairie du 1er arrondissement
- Église Saint-Germain-l'Auxerrois